# FIFA Pilota d'Or 2012
El FIFA Pilota d'Or 2012 és un premi futbolístic concedit, de manera conjunta, per la Federació Internacional de Futbol Associació (FIFA) i la revista France Football.
Els premis es donaren a conèixer el 7 de gener de 2013 a la ciutat de Zúric (Suïssa).

## Resultats
Els resultats varen ser els següents:
| Posició | Jugador           | Nacionalitat | Club            | Vots   |
| ------- | ----------------- | ------------ | --------------- | ------ |
| 1r      | Lionel Messi      | Argentina    | FC Barcelona    | 41,60% |
| 2n      | Cristiano Ronaldo | Portugal     | Reial Madrid CF | 23,68% |
| 3r      | Andrés Iniesta    | Espanya      | FC Barcelona    | 10,91% |

| Posició | Jugador            | Nacionalitat  | Club                              | Vots  |
| ------- | ------------------ | ------------- | --------------------------------- | ----- |
| 4t      | Xavi Hernández     | Catalunya     | FC Barcelona                      | 4,08% |
| 5è      | Radamel Falcao     | Colòmbia      | Atlètic de Madrid                 | 3,67% |
| 6è      | Iker Casillas      | Espanya       | Reial Madrid CF                   | 3,18% |
| 7è      | Andrea Pirlo       | Itàlia        | Juventus FC                       | 2,66% |
| 8è      | Didier Drogba      | Costa d'Ivori | Chelsea FC / Shanghai Shenhua     | 2,60% |
| 9è      | Robin van Persie   | Països Baixos | Arsenal FC / Manchester United FC | 1,45% |
| 10è     | Zlatan Ibrahimović | Suècia        | AC Milan / Paris Saint-Germain FC | 1,24% |
| 11è     | Xabi Alonso        | Espanya       | Reial Madrid CF                   | 1,09% |
| 12è     | Yaya Touré         | Costa d'Ivori | Manchester City FC                | 0,76% |
| 13è     | Neymar             | Brasil        | Santos FC                         | 0,61% |
| 14è     | Mesut Özil         | Alemanya      | Reial Madrid CF                   | 0,41% |
| 15è     | Wayne Rooney       | Anglaterra    | Manchester United FC              | 0,39% |
| 16è     | Gianluigi Buffon   | Itàlia        | Juventus FC                       | 0,35% |
| 17è     | Sergio Agüero      | Argentina     | Manchester City FC                | 0,30% |
| 18è     | Sergio Ramos       | Espanya       | Reial Madrid CF                   | 0,22% |
| 19è     | Manuel Neuer       | Alemanya      | Bayern de Múnic                   | 0,21% |
| 20è     | Sergio Busquets    | Catalunya     | FC Barcelona                      | 0,20% |
| 21è     | Gerard Piqué       | Catalunya     | FC Barcelona                      | 0,11% |
| 22è     | Karim Benzema      | França        | Reial Madrid CF                   | 0,11% |
| 23è     | Mario Balotelli    | Itàlia        | Manchester City FC                | 0,07% |